# Zenodorus obscurofemoratus
Zenodorus obscurofemoratus är en spindelart som först beskrevs av Eugen von Keyserling 1883.  Zenodorus obscurofemoratus ingår i släktet Zenodorus och familjen hoppspindlar. Inga underarter finns listade i Catalogue of Life.